# Rottersdorf (Stephansposching)
Rottersdorf ist ein Gemeindeteil der Gemeinde Stephansposching im niederbayerischen Landkreis Deggendorf. Bis 1978 war es eine selbstständige Gemeinde.

## Lage
Das Kirchdorf Rottersdorf liegt im Gäuboden etwa zwei Kilometer südwestlich von Stephansposching nahe der Bundesstraße 8.

## Geschichte
Rottersdorf entstand vermutlich als Ausbauort von Kloster Metten. Es bildete ab 1472 eine Obmannschaft und gehörte zum Landgericht Deggendorf, später zum Pfleggericht Natternberg und Kastenamt Natternberg. 1752 bestand Rottersdorf aus neun Anwesen.
Bei der Bildung der Steuerdistrikte 1808 kam Rottersdorf zum Landgericht Deggendorf, Steuerdistrikt Stetten und bildete innerhalb dieser die II. Section Rottersdorf. Daraus wurde 1821 die Gemeinde Rottersdorf formiert, zu der die Ortschaften Rottersdorf, Friesendorf, Hankhof, Rottenmann und Wappersdorf gehörten. Die Gemeinde blieb fortan unverändert, bis sie am 1. Mai 1978 im Zuge der Gebietsreform in die Einheitsgemeinde Stephansposching eingegliedert wurde.

## Sehenswürdigkeiten
- Filialkirche St. Georg. Der kleine Saalbau mit Zwiebel-Dachreiter wurde Anfang des 18. Jahrhunderts erbaut.

## Vereine
- Freiwillige Feuerwehr Rottersdorf
- Dorfgemeinschaft Rottersdorf